# Pedro Antonio de Barroeta Angel
Pedro Antonio de Barroeta Angel (ur. 25 października 1701 r. w Ezcaray; zm. 20 marca 1775 r. w Grenadzie) – hiszpański duchowny katolicki, trzynasty arcybiskup metropolita limski oraz prymas Peru w latach 1748-1757, a następnie arcybiskup metropolita grenadyjski od 1757 roku.

## Życiorys
Urodził się w 1701 roku w Ezcaray w prowincji La Rioja. Uczęszczał do Kolegium Miejskiego w Cuence. Stopień naukowy doktora teologii uzyskał w Maladze. Następnie jego przełożeni przeznaczyli go do objęcia wakującej od 1746 roku archidiecezji limskiej. Nominację papieską na to stanowisko uzyskał 18 września 1748 roku.
Początkowo był niechętny opuszczać Hiszpanię, stąd zwlekał ze swoich wyjazdem, jednak ostatecznie w 1750 roku wsiadł w Kadyksie do statku i przypłynął do wicekrólestwa Peru, gdzie został konsekrowany na biskupa 3 stycznia 1751 roku w Cartagena de Indias. Następnie udał się do Limy, gdzie 26 czerwca tego samego roku odbył uroczysty ingres do odbudowywanej po trzęsieniu ziemi katedry.
Jego rządy w archidiecezji limskiej polegały na wizytacji zniszczonych przez trzęsienie ziemi miejscowości oraz miejscowych kościołów i klasztorów. Przy okazji odbudowy katedry w Limie, wyraził zgodę na jej przebudowę z duchem czasu oraz dokonał jej ponownej konsekracji 30 maja 1755 roku. 
Wykazał się wielką gorliwością w egzekwowaniu prawa kościelnego oraz licznymi dziełami charytatywnymi. Opowiadał się przeciwko szerzącej się wówczas w koloniach korupcji urzędniczej i ją napiętnował, w tym także w stosunku do miejscowej hierarchii kościelnej, a jego nieustępliwość wywołała konflikt między nim a miejscowymi władzami i kapitułą katedralną. Ostatecznie został odwołany z funkcji prymasa Peru w 1757 roku po konflikcie z wicekrólem José Antonio Manso de Velasco, dotyczącym regaliów królewskich i orzeczeniu przez Trybunał Królewski racji królewskiego namiestnika. 
W tym samym roku powrócił na Półwysep Iberyjski, gdzie papież Benedykt XIV 19 grudnia, prekonizował go arcybiskupem metropolitą grenadyjskim. Zmarł w pałacu arcybiskupów grenadyjskich w 1775 roku.